# Bellevue, Zug
Bellevue är en kulle i Schweiz. Den ligger i kantonen Zug, i den centrala delen av landet, 90 km öster om huvudstaden Bern. Toppen på Bellevue är 1 164 meter över havet.